# Mundial de Clubes FIFA de 2029
O Mundial de Clubes FIFA de 2029 (em inglês:  FIFA Club World Cup 2029 ou em francês:  Coupe du monde des clubs de la FIFA 2029) será a segunda edição desse evento esportivo, um torneio quadrienal internacional de futebol organizado pela Federação Internacional de Futebol (FIFA), disputado por 32 clubes das seis confederações continentais.

## Candidaturas
- Austrália (ou como proposta combinada com a  Nova Zelândia):[8] Após uma Copa do Mundo de Futebol Feminino de 2023 de grande sucesso, o presidente da Federação de Futebol da Austrália, declarou que, para manter o ritmo após o torneio, a Austrália se candidataria para a Copa Asiática Feminina da AFC de 2026 (para a qual sua candidatura foi bem-sucedida)[9] e a Copa do Mundo de Clubes da FIFA de 2029.[10]
- Brasil: A Confederação Brasileira de Futebol (CBF) manifestou formalmente seu interesse em sediar o torneio. Em 20 de junho de 2025, o presidente da entidade, Samir Xaud, comunicou a intenção ao presidente da FIFA, Gianni Infantino, que se mostrou receptivo à ideia. A licitação se baseará na infraestrutura usada em eventos anteriores da FIFA, como a Copa das Confederações FIFA de 2013, Copa do Mundo FIFA de 2014 e a Copa do Mundo de Futebol Feminino de 2027.[11]
- Catar: O Catar manifestou interesse em sediar a Copa do Mundo de Clubes da FIFA de 2029. A proposta envolve a realização do torneio no inverno para evitar o calor do verão, utilizando a infraestrutura existente da Copa do Mundo FIFA de 2022.[12]
- Espanha,  Portugal e  Marrocos: Após uma reunião em Lisboa entre as três nações, o presidente da futebol marroquino, disse em uma entrevista que os três países sediariam a Copa do Mundo de Clubes da FIFA de 2029 como um evento de preparação para a Copa do Mundo FIFA de 2030.[13] O Marrocos originalmente queria sediar o evento sozinho.[14]
- Estados Unidos: Em dezembro de 2024, foi noticiado que a FIFA estava considerando conceder aos Estados Unidos sua segunda Copa do Mundo de Clubes, na esperança de conquistar patrocinadores americanos e permitir que as ligas continuassem seus esforços de marketing no país.[15]

## Alocação de vagas
A alocação de vagas para o torneio de 2029 será a mesma usada no torneio de 2025. A UEFA recebeu o maior número de vagas, com doze, enquanto a CONMEBOL recebeu o segundo maior número, com seis. A AFC, a CAF e a CONCACAF receberam quatro vagas, enquanto a OFC e a associação anfitriã receberam uma vaga cada. Em 14 de março de 2023, o Conselho da FIFA aprovou os princípios-chave da lista de acesso para o torneio. Os princípios são os seguintes, considerando competições realizadas durante um período de quatro anos, de 2025 a 2028:
- CONMEBOL e UEFA (mais de quatro vagas): acesso para os vencedores da principal competição de clubes da confederação entre 2025 e 2028, com equipes adicionais a serem determinadas por um ranking de clubes do período de quatro anos.[18]
- AFC, CAF e CONCACAF (quatro vagas cada): acesso para os vencedores da principal competição de clubes da confederação entre 2025 e 2028.
- OFC (uma vaga): acesso para o clube com melhor classificação entre os vencedores da principal competição de clubes da confederação entre 2025 e 2028.
- País-sede (uma vaga): a ser definido posteriormente.

Se um clube vencer duas ou mais temporadas da principal competição de clubes de sua confederação, equipes adicionais serão determinadas por um ranking de clubes ao longo do período de quatro anos. Além disso, será aplicada uma restrição de dois clubes por associação, com exceção dos clubes campeões, caso mais de dois clubes da mesma associação vençam a principal competição de clubes de sua confederação. O método de cálculo para o ranking de clubes de quatro anos dentro de cada confederação é baseado no desempenho das equipes em seus respectivos principais torneios continentais durante as temporadas concluídas entre 2025 e 2028.
O método é o seguinte:
- 3 pontos por vitória
- 1 ponto por empate
- 3 pontos por progressão bem-sucedida para cada nova fase da competição.

Para clubes da UEFA, o método é o seguinte:
- 2 pontos por vitória
- 1 ponto por empate
- 4 pontos para a qualificação para a fase de grupos
- 5 pontos para a classificação para as oitavas de final
- 1 ponto para o progresso em cada fase da competição subsequente

## Equipes
| Confederação       | Time(s)             | Qualificação                                                                       | Data(s) de classificação | Participação        |
| ------------------ | ------------------- | ---------------------------------------------------------------------------------- | ------------------------ | ------------------- |
| AFC (4 vagas)      | Al-Ahli             | Campeão da Liga dos Campeões de Elite da AFC de 2024–25                            | 3 de maio de 2025        | Estreia             |
| AFC (4 vagas)      | A definir           | Campeão da Liga dos Campeões de Elite da AFC de 2025–26                            | —                        | —                   |
| AFC (4 vagas)      | A definir           | Campeão da Liga dos Campeões de Elite da AFC de 2026–27                            | —                        | —                   |
| AFC (4 vagas)      | A definir           | Campeão da Liga dos Campeões de Elite da AFC de 2027–28                            | —                        | —                   |
| CAF (4 vagas)      | Pyramids            | Campeão da Liga dos Campeões da CAF de 2024–25                                     | 1 de junho de 2025       | Estreia             |
| CAF (4 vagas)      | A definir           | Campeão da Liga dos Campeões da CAF de 2025–26                                     | —                        | —                   |
| CAF (4 vagas)      | A definir           | Campeão da Liga dos Campeões da CAF de 2026–27                                     | —                        | —                   |
| CAF (4 vagas)      | A definir           | Campeão da Liga dos Campeões da CAF de 2027–28                                     | —                        | —                   |
| CONCACAF (4 vagas) | Cruz Azul           | Campeão da Copa dos Campeões da CONCACAF de 2025                                   | 1 de junho de 2025       | Estreia             |
| CONCACAF (4 vagas) | A definir           | Campeão da Copa dos Campeões da CONCACAF de 2026                                   | —                        | —                   |
| CONCACAF (4 vagas) | A definir           | Campeão da Copa dos Campeões da CONCACAF de 2027                                   | —                        | —                   |
| CONCACAF (4 vagas) | A definir           | Campeão da Copa dos Campeões da CONCACAF de 2028                                   | —                        | —                   |
| CONMEBOL (6 vagas) | A definir           | Campeão da Copa Libertadores da América de 2025                                    | —                        | —                   |
| CONMEBOL (6 vagas) | A definir           | Campeão da Copa Libertadores da América de 2026                                    | —                        | —                   |
| CONMEBOL (6 vagas) | A definir           | Campeão da Copa Libertadores da América de 2027                                    | —                        | —                   |
| CONMEBOL (6 vagas) | A definir           | Campeão da Copa Libertadores da América de 2028                                    | —                        | —                   |
| CONMEBOL (6 vagas) | A definir           | Equipe elegível com melhor classificação no ranking quadrienal da CONMEBOL         | —                        | —                   |
| CONMEBOL (6 vagas) | A definir           | Segunda equipe elegível com melhor classificação no ranking quadrienal da CONMEBOL | —                        | —                   |
| OFC (1 vaga)       | A definir           | Melhores vencedores da Liga dos Campeões da OFC no ranking quadrienal da OFC       | —                        | —                   |
| UEFA (12 vagas)    | Paris Saint-Germain | Campeão da Liga dos Campeões da UEFA de 2024–25                                    | 31 de maio de 2025       | 2º (anterior: 2025) |
| UEFA (12 vagas)    | A definir           | Campeão da Liga dos Campeões da UEFA de 2025–26                                    | —                        | —                   |
| UEFA (12 vagas)    | A definir           | Campeão da Liga dos Campeões da UEFA de 2026–27                                    | —                        | —                   |
| UEFA (12 vagas)    | A definir           | Campeão da Liga dos Campeões da UEFA de 2027–28                                    | —                        | —                   |
| UEFA (12 vagas)    | A definir           | Equipe elegível com melhor classificação no ranking quadrienal da UEFA             | —                        | —                   |
| UEFA (12 vagas)    | A definir           | Segunda equipe elegível com melhor classificação no ranking quadrienal da UEFA     | —                        | —                   |
| UEFA (12 vagas)    | A definir           | Terceira equipe elegível com melhor classificação no ranking quadrienal da UEFA    | —                        | —                   |
| UEFA (12 vagas)    | A definir           | Quarta equipe elegível com melhor classificação no ranking quadrienal da UEFA      | —                        | —                   |
| UEFA (12 vagas)    | A definir           | Quinta melhor equipe elegível no ranking quadrienal da UEFA                        | —                        | —                   |
| UEFA (12 vagas)    | A definir           | Sexta melhor equipe elegível no ranking quadrienal da UEFA                         | —                        | —                   |
| UEFA (12 vagas)    | A definir           | Sétima melhor equipe elegível no ranking quadrienal da UEFA                        | —                        | —                   |
| UEFA (12 vagas)    | A definir           | Oitava melhor equipe elegível no ranking quadrienal da UEFA                        | —                        | —                   |
| Anfitrião (1 vaga) | A definir           | A definir                                                                          | —                        | —                   |

## Classificação por rankings de confederações
Para a CONMEBOL e a UEFA, as equipes adicionais são determinadas por um ranking de clubes do período quadrienal para a CONMEBOL (duas equipes) e a UEFA (oito equipes). Para a OFC, o ranking das confederações de clubes será usado para o clube com a melhor classificação entre os vencedores da principal competição de clubes da confederação entre 2025 e 2028. Para outras confederações, o ranking das confederações de clubes será usado se um clube vencer duas ou mais temporadas da principal competição de clubes da sua confederação.
O método de pontuação é o seguinte:
- 3 pontos por vitória
- 1 ponto por empate
- 3 pontos por progressão bem-sucedida para cada nova fase da competição

Para clubes da UEFA, o método de pontuação é o seguinte:
- 2 pontos por vitória
- 1 ponto por empate
- 4 pontos para a qualificação para a fase de grupos
- 5 pontos para a classificação para as oitavas de final
- 1 ponto para o progresso em cada fase da competição subsequente

| Legenda | Legenda                                   |
| ------- | ----------------------------------------- |
|         | Classificado por vencer a competição      |
|         | Classificado pelo ranking da confederação |

### AFC
Classificação a ser usada se um clube vencer duas ou mais temporadas da Liga dos Campeões da AFC. A tabela mostra os dez primeiros colocados no ranking.
| Pos. | Equipe              | Total de pontos | Pontos da competição | Pontos da partida | V  | E | D | Desempenho       | Desempenho    | Desempenho | Desempenho |
| Pos. | Equipe              | Total de pontos | Pontos da competição | Pontos da partida | V  | E | D | 2024–25          | 2025–26       | 2026–27    | 2027–28    |
| ---- | ------------------- | --------------- | -------------------- | ----------------- | -- | - | - | ---------------- | ------------- | ---------- | ---------- |
| 1    | Al-Ahli (Q)         | 55              | 18                   | 37                | 12 | 1 | 0 | Campeões         | Fase da Liga  |            |            |
| 2    | Al-Hilal            | 43              | 15                   | 28                | 9  | 1 | 2 | Semifinais       | Fase da Liga  |            |            |
| 3    | Kawasaki Frontale   | 39              | 15                   | 24                | 8  | 0 | 5 | Final            | –             |            |            |
| 4    | Al-Nassr            | 36              | 12                   | 24                | 7  | 3 | 2 | Semifinais       | –             |            |            |
| 5    | Yokohama F. Marinos | 33              | 9                    | 24                | 8  | 0 | 2 | Quartas de final | –             |            |            |
| 6    | Buriram United      | 28              | 12                   | 16                | 4  | 4 | 3 | Quartas de final | Fase da liga  |            |            |
| 6    | Al-Sadd             | 28              | 12                   | 16                | 4  | 4 | 3 | Quartas de final | Fase da liga  |            |            |
| 8    | Gwangju             | 26              | 9                    | 17                | 5  | 2 | 3 | Quartas de final | –             |            |            |
| 9    | Vissel Kobe         | 25              | 9                    | 16                | 5  | 1 | 3 | Oitavas de final | Etapa da Liga |            |            |
| 10   | Johor Darul Ta'zim  | 24              | 9                    | 15                | 4  | 3 | 2 | Oitavas de final | Fase da liga  |            |            |

### CAF
Classificação a ser usada se um clube vencer duas ou mais temporadas da Liga dos Campeões da CAF. A tabela mostra os dez primeiros colocados no ranking.
| Pos. | Equipe             | Total de pontos | Pontos da competição | Pontos da partida | V | E | D | Desempenho       | Desempenho | Desempenho | Desempenho |
| Pos. | Equipe             | Total de pontos | Pontos da competição | Pontos da partida | V | E | D | 2024–25          | 2025–26    | 2026–27    | 2027–28    |
| ---- | ------------------ | --------------- | -------------------- | ----------------- | - | - | - | ---------------- | ---------- | ---------- | ---------- |
| 1    | Pyramids FC (Q)    | 36              | 12                   | 24                | 7 | 3 | 2 | Campeões         |            |            |            |
| 2    | Orlando Pirates    | 28              | 9                    | 19                | 5 | 4 | 1 | Semifinais       |            |            |            |
| 2    | Mamelodi Sundowns  | 28              | 12                   | 16                | 3 | 7 | 2 | Final            |            |            |            |
| 4    | Al Ahly            | 27              | 9                    | 18                | 5 | 3 | 2 | Semifinais       |            |            |            |
| 5    | Espérance de Tunis | 20              | 6                    | 14                | 4 | 2 | 2 | Quartas de final |            |            |            |
| 6    | AS FAR             | 19              | 6                    | 13                | 3 | 4 | 1 | Quartas de final |            |            |            |
| 7    | Al Hilal           | 16              | 6                    | 10                | 3 | 1 | 4 | Quartas de final |            |            |            |
| 7    | MC Alger           | 16              | 6                    | 10                | 2 | 4 | 2 | Quartas de final |            |            |            |
| 9    | CR Belouizdad      | 12              | 3                    | 9                 | 3 | 0 | 3 | Fase de grupos   |            |            |            |
| 10   | Young Africans     | 11              | 3                    | 8                 | 2 | 2 | 2 | Fase de grupos   |            |            |            |
| 10   | Raja CA            | 11              | 3                    | 8                 | 2 | 2 | 2 | Fase de grupos   |            |            |            |

### CONCACAF
Classificação a ser usada se um clube vencer duas ou mais temporadas da Copa dos Campeões da CONCACAF. A tabela mostra os dez primeiros colocados no ranking.
| Pos. | Equipe                 | Total de pontos | Pontos da Competição | Pontos da Partida | V | D | D | Desempenho       | Desempenho | Desempenho | Desempenho |
| Pos. | Equipe                 | Total de pontos | Pontos da Competição | Pontos da Partida | V | D | D | 2025             | 2026       | 2027       | 2028       |
| ---- | ---------------------- | --------------- | -------------------- | ----------------- | - | - | - | ---------------- | ---------- | ---------- | ---------- |
| 1    | Cruz Azul (Q)          | 36              | 15                   | 21                | 6 | 3 | 0 | Campeões         |            |            |            |
| 2    | Vancouver Whitecaps FC | 28              | 15                   | 13                | 3 | 4 | 2 | Final            |            |            |            |
| 3    | Inter Miami CF         | 27              | 12                   | 15                | 5 | 0 | 3 | Semifinais       |            |            |            |
| 4    | UANL                   | 24              | 12                   | 12                | 3 | 3 | 2 | Semifinais       |            |            |            |
| 5    | Los Angeles FC         | 18              | 9                    | 9                 | 3 | 0 | 3 | Quartas de final |            |            |            |
| 5    | UNAM                   | 18              | 9                    | 9                 | 3 | 0 | 3 | Quartas de final |            |            |            |
| 7    | Monterrey              | 14              | 6                    | 8                 | 2 | 2 | 0 | Oitavas de final |            |            |            |
| 8    | América                | 13              | 9                    | 4                 | 1 | 1 | 2 | Quartas de final |            |            |            |
| 8    | LA Galaxy              | 13              | 9                    | 4                 | 1 | 1 | 2 | Quartas de final |            |            |            |
| 8    | Guadalajara            | 13              | 6                    | 7                 | 2 | 1 | 1 | Oitavas de final |            |            |            |
| 8    | Seattle Sounders FC    | 13              | 6                    | 7                 | 2 | 1 | 1 | Oitavas de final |            |            |            |
| 8    | Herediano              | 13              | 6                    | 7                 | 2 | 1 | 1 | Oitavas de final |            |            |            |

### CONMEBOL
A tabela mostra os dez primeiros colocados no ranking da CONMEBOL, com base em seu desempenho na Copa Libertadores.
| Pos. | Equipe          | Total de pontos | Pontos da competição | Pontos da partida | V | E | D | Desempenho       | Desempenho | Desempenho | Desempenho |
| Pos. | Equipe          | Total de pontos | Pontos da competição | Pontos da partida | V | E | D | 2025             | 2026       | 2027       | 2028       |
| ---- | --------------- | --------------- | -------------------- | ----------------- | - | - | - | ---------------- | ---------- | ---------- | ---------- |
| 1    | Palmeiras       | 24              | 6                    | 18                | 6 | 0 | 0 | Oitavas de final |            |            |            |
| 2    | São Paulo       | 20              | 6                    | 14                | 4 | 2 | 0 | Oitavas de final |            |            |            |
| 3    | Racing          | 19              | 6                    | 13                | 4 | 1 | 1 | Oitavas de final |            |            |            |
| 4    | Estudiantes     | 18              | 6                    | 12                | 4 | 0 | 2 | Oitavas de final |            |            |            |
| 4    | Botafogo        | 18              | 6                    | 12                | 4 | 0 | 2 | Oitavas de final |            |            |            |
| 4    | River Plate     | 18              | 6                    | 12                | 3 | 3 | 0 | Oitavas de final |            |            |            |
| 7    | Vélez Sarsfield | 17              | 6                    | 11                | 3 | 2 | 1 | Oitavas de final |            |            |            |
| 7    | Internacional   | 17              | 6                    | 11                | 3 | 2 | 1 | Oitavas de final |            |            |            |
| 7    | LDU Quito       | 17              | 6                    | 11                | 3 | 2 | 1 | Oitavas de final |            |            |            |
| 7    | Peñarol         | 17              | 6                    | 11                | 3 | 2 | 1 | Oitavas de final |            |            |            |
| 7    | Flamengo        | 17              | 6                    | 11                | 3 | 2 | 1 | Oitavas de final |            |            |            |

### OFC
Somente o clube melhor classificado do subconjunto de campeões da Liga dos Campeões da OFC se classificará para o torneio.
| Pos. | Equipe            | Total de pontos | Pontos da competição | Pontos da partida | V | E | D | Desempenho     | Desempenho | Desempenho | Desempenho |
| Pos. | Equipe            | Total de pontos | Pontos da competição | Pontos da partida | V | E | D | 2025           | 2026       | 2027       | 2028       |
| ---- | ----------------- | --------------- | -------------------- | ----------------- | - | - | - | -------------- | ---------- | ---------- | ---------- |
| 1    | Auckland City     | 22              | 9                    | 13                | 4 | 1 | 0 | Campeões       |            |            |            |
| 2    | Hekari United     | 19              | 9                    | 10                | 3 | 1 | 1 | Final          |            |            |            |
| 3    | Ifira Black Bird  | 11              | 6                    | 5                 | 1 | 2 | 1 | Semifinais     |            |            |            |
| 4    | Tiga Sport        | 10              | 6                    | 4                 | 1 | 1 | 2 | Semifinais     |            |            |            |
| 5    | AS Pirae          | 7               | 3                    | 4                 | 1 | 1 | 1 | Fase de grupos |            |            |            |
| 5    | Central Coast     | 7               | 3                    | 4                 | 1 | 1 | 1 | Fase de grupos |            |            |            |
| 7    | Rewa              | 4               | 3                    | 1                 | 0 | 1 | 2 | Fase de grupos |            |            |            |
| 8    | Tupapa Maraerenga | 3               | 3                    | 0                 | 0 | 0 | 3 | Fase de grupos |            |            |            |

### UEFA
A tabela mostra os vinte primeiros colocados no ranking da UEFA, com base em seu desempenho na Liga dos Campeões da UEFA.
| Pos. | Equipe                  | Total de pontos | Pontos da competição | Pontos da partida | V  | D | D | Desempenho          | Desempenho                         | Desempenho | Desempenho |
| Pos. | Equipe                  | Total de pontos | Pontos da competição | Pontos da partida | V  | D | D | 2024–25             | 2025–26                            | 2026–27    | 2027–28    |
| ---- | ----------------------- | --------------- | -------------------- | ----------------- | -- | - | - | ------------------- | ---------------------------------- | ---------- | ---------- |
| 1    | Inter de Milão          | 51              | 18                   | 33                | 10 | 3 | 2 | Final               | Fase do campeonato                 |            |            |
| 2    | Paris Saint-Germain (Q) | 46              | 18                   | 28                | 9  | 1 | 5 | Campeões            | Fase do campeonato                 |            |            |
| 3    | Arsenal                 | 44              | 15                   | 29                | 9  | 2 | 3 | Semifinais          | Fase do campeonato                 |            |            |
| 3    | Barcelona               | 44              | 15                   | 29                | 9  | 2 | 3 | Semifinais          | Fase do campeonato                 |            |            |
| 5    | Aston Villa             | 34              | 9                    | 25                | 8  | 1 | 3 | Quartas de final    | –                                  |            |            |
| 5    | Bayern de Munique       | 34              | 12                   | 22                | 7  | 1 | 4 | Quartas de final    | Fase da liga                       |            |            |
| 5    | Borussia Dortmund       | 34              | 12                   | 22                | 7  | 1 | 4 | Quartas de final    | Fase do campeonato                 |            |            |
| 8    | Liverpool               | 33              | 9                    | 24                | 8  | 0 | 2 | Oitavas de final    | Fase do campeonato                 |            |            |
| 9    | Atlético de Madrid      | 30              | 9                    | 21                | 7  | 0 | 3 | Oitavas de final    | Fase da Liga                       |            |            |
| 9    | Real Madridid           | 30              | 12                   | 18                | 6  | 0 | 6 | Quartas de final    | Fase do campeonato                 |            |            |
| 11   | Bayer Leverkusen        | 25              | 9                    | 16                | 5  | 1 | 4 | Oitavas de final    | Fase do campeonato                 |            |            |
| 12   | PSV Eindhoven           | 24              | 9                    | 15                | 4  | 3 | 3 | Oitavas de final    | Fase do campeonato                 |            |            |
| 13   | Lille                   | 23              | 6                    | 17                | 5  | 2 | 3 | Oitavas de final    | –                                  |            |            |
| 14   | Atalanta                | 21              | 6                    | 15                | 4  | 3 | 1 | Rodada dos playoffs | Fase do campeonato                 |            |            |
| 15   | Benfica                 | 19              | 6                    | 13                | 4  | 1 | 5 | Oitavas de final    | Terceiro tempo regulamentar        |            |            |
| 15   | Feyenoord               | 19              | 6                    | 13                | 4  | 1 | 5 | Oitavas de final    | Terceiro tempo regulamentar        |            |            |
| 15   | Mônaco                  | 19              | 6                    | 13                | 4  | 1 | 3 | Rodada dos playoffs | Fase do campeonato                 |            |            |
| 18   | Milão                   | 18              | 3                    | 15                | 5  | 0 | 3 | Rodada dos playoffs | –                                  |            |            |
| 18   | Juventus                | 18              | 6                    | 12                | 3  | 3 | 2 | Rodada dos playoffs | Fase do campeonato                 |            |            |
| 20   | Club Brugge             | 17              | 6                    | 11                | 3  | 2 | 5 | Oitavas de final    | Terceiro quarto tempo regulamentar |            |            |
| 20   | Manchester City         | 17              | 6                    | 11                | 3  | 2 | 3 | Rodada dos playoffs | Fase da liga                       |            |            |
| 20   | Sporting CP             | 17              | 6                    | 11                | 3  | 2 | 3 | Rodada de playoff   | Fase da liga                       |            |            |

Notas
- Fonte para 2024–25:[20]